# Урынга
Урынга — река в России, протекает в Нижегородской области. Устье реки находится в 48 км по правому берегу Урги. Длина реки — 45 км, площадь водосборного бассейна — 432 км².
Исток реки в Сергачском районе в 15 км к северу от города Сергач. Генеральное направление течения — северо-восток. Верховья лежат в Сергачском районе, среднее и нижнее течение за исключением заключительных километров — в Спасском, непосредственно перед устьем река течёт по Пильнинскому району. Урынга протекает сёла и деревни Андреевка и Борисовка (Сергачский район); Тукай, Масловка, Турбанка, Быковы Горы, Антоново (Спасский район). В среднем течении река протекает в 3 км от села Спасское, райцентра Спасского района. Впадает в Ургу ниже села Антоново. Ширина реки у устья около 25 метров.
В её бассейне расположено 20 озёр и прудов. Река находится в ландшафтном районе возвышенного лесного и лесостепного правобережья в пределах Приволжской возвышенности, с пашнями и остатками дубрав на суглинках и глинах. Протекает по безлесной местности. Ширина реки в среднем течении 5—7 м, ширина омутов до 20 м. Глубина реки на ровных участках 1,5—2,0 м, в омутах до 2,5 м. Скорость течения 0,2 м/с. Грунт русла реки плотный песчаный, в омутах и на участках с замедленным течением илистый. В среднем течении берега высотой до 5 м, пойма не выражена. В нижнем течении река течет в заболоченной низине с невысокими берегами, пойма широкая. Питание реки грунтовое, родниковое, атмосферными осадками. Реки данного района замерзают к концу ноября, вскрываются в середине апреля. В прибрежье на всем протяжении реки наблюдаются обширные заросли макрофитов, представленных тростником, рогозом и осокой. Зарастаемость 15 %. Вода Урынги относится к гидрокарбонатному классу, кальциевой группе. рН щелочная. Вода очень жесткая. Цветность, перманганатная и бихроматная окисляемость не высокие. Минерализация высокая. Содержание в воде минерального азота и фосфора не велико.

## Притоки (км от устья)
Урынга принимает 29 притоков.
- 14 км: река Чёрная (лв)
- 17 км: ручей Мига (лв)
- 33 км: река без названия, у с. Андреевки (лв)

## Данные водного реестра
По данным государственного водного реестра России относится к Верхневолжскому бассейновому округу, водохозяйственный участок реки — Сура от устья реки Алатырь и до устья, речной подбассейн реки — Сура. Речной бассейн реки — (Верхняя) Волга до Куйбышевского водохранилища (без бассейна Оки).
Код объекта в государственном водном реестре — 08010500412110000040261.